# A Praise Chorus
«A Praise Chorus» es un sencillo de la banda de rock alternativo Jimmy Eat World, el cuarto que fue extraído de su álbum de 2001, Bleed American.
La particularidad de la canción ("Un estribillo alabado/elogiado", en español) es la miscelánea de canciones que incluye en los cuatro minutos de duración. En "A Praise Chorus" se dan cabida hasta siete menciones de versos procedentes de bandas, géneros y décadas muy diversas. Desde grupos de los años 1960 como Tommy James and the Shondells hasta grupos de los años 1990 como The Promise Ring y el heavy metal de Mötley Crüe.

## Canciones mencionadas
En esta lista se muestra el grupo y canción que es mencionado en el sencillo, con los versos que Jimmy Eat World cita y, en ocasiones, la letra original de ese verso extraído. De estas piezas, Tom Linton (vocalista secundario y guitarrista) es quien canta "Crimson and Clover" en los coros cuando tocan la canción en directo —en la versión grabada del álbum la banda invitó a Davey von Bohlen, de The Promise Ring, para esa parte— y Jim Adkins (líder de la banda) es el que canta el resto de versos.
1. Tommy James and the Shondells - "Crimson and Clover" ("Crimson and clover, over and over", repetido constantemente en los coros de Davey von Bohlen).
2. Madness - "Our House" ("Our house in the middle of the street"; la canción original es, "Our house, in the middle of our street.")
3. The Promise Ring - "Why Did Ever We Meet" ("Why did we ever meet?")
4. Bad Company - "Rock 'n' Roll Fantasy" ("Started my rock 'n roll fantasy")
5. They Might Be Giants - "Don't Let's Start" ("Don't, don't, don't let's start", como se canta en la canción original).
6. The Promise Ring - "All of My Everything" ("Why did we ever part?"; la letra original es: "Why ever did we part?")
7. Mötley Crüe - "Kickstart My Heart" ("kickstart my rock 'n rolling heart")

## Listado de canciones
The Middle/A Praise Chorus AUS Tour EP
1. «The Middle»
2. «A Praise Chorus»
3. «Bleed American» (en directo desde el 9:30 Club, Washington D. C. 6/4/02)
4. «Firestarter» (versión de The Prodigy)
5. «The Middle» (acústica)

CD promocional
1. «A Praise Chorus»
2. «Authority Song» (versión demo)